# Australian Capital Territory
Australian Capital Territory (ACT) eller Förbundshuvudstadens territorium, territorium i Australien som inte har lika stort självstyre som de övriga delstaterna och territorierna i landet. Australiens huvudstad Canberra är huvudstad även i ACT. ACT har en yta på 2 358 km² och 397 400 invånare (2016). ACT omges på alla sidor av New South Wales, som det åtskildes från den 1 januari 1911.

### Fotnoter
1. 1 2  Area of Australia - States and Territories. Geoscience Australia. Läst 17 november 2017.
2. 1 2  2016 Census QuickStats: Australian Capital Territory. Arkiverad 28 november 2017 hämtat från the Wayback Machine. Australian Bureau of Statistics. Läst 17 november 2017.
3. ↑  ”States of Australia” (på engelska). World Statesmen. http://www.worldstatesmen.org/Australian_States.html#act. Läst 29 december 2012.